# Heedless Moths
Heedless Moths er en amerikansk stumfilm fra 1921 af Robert Z. Leonard.

## Medvirkende
- Jane Thomas som Audrey Munson
- Holmes Herbert
- Hedda Hopper
- Ward Crane
- Tom Burrough
- Audrey Munson
- Henry Duggan
- Irma Harrison